# Justo Oreja Pedraza
Justo Oreja Pedraza (Aldeavieja de Tormes, 5 de octubre de 1938-Madrid, 28 de julio de 2001) fue un militar español del Ejército de Tierra, asesinado por miembros de la organización terrorista ETA.

## Biografía
Justo Oreja nació en la localidad salmantina de Aldeavieja de Tormes. Además de seguir la carrera militar, se licenció en Derecho en la Universidad de Salamanca, en Ciencias de la Información y se diplomó en la Escuela de Práctica Jurídica. Ingresó como teniente en Toledo; este fue su primer destino tras aprobar la oposición al servicio de intervención militar. Después fue destinado a Madrid a mediados de los años 1960 y alcanzó el grado de general de brigada en noviembre de 1997. En 2001 residía y trabajaba en Madrid en la división de intervención del Ministerio de Defensa como jefe de la División de Estudios y Contratación.
El 28 de junio de 2001 a las ocho y media de la mañana, cuando Justo Oreja iba a comprar la prensa a un kiosco próximo a su domicilio en la calle de López de Hoyos, miembros de ETA hicieron explotar por control remoto a pocos metros de él una mochila cargada con explosivos y situada en una bicicleta de montaña, causándole muy graves heridas y quemaduras en todo el cuerpo. La explosión causó además heridas a otras diecinueve personas y graves destrozos en una sucursal bancaria. Justo Oreja fue trasladado al Hospital La Paz, donde finalmente falleció un mes más tarde por fallo multiorgánico a consecuencia de las heridas.
El 22 de junio de 2001 le fue concedida la Gran Cruz del Mérito Militar con distintivo blanco.

## Detención, juicio y condenas a los responsables del atentado
Pocos meses después, en noviembre de 2001, fueron detenidos los miembros de ETA Ana Belén Egües y Aitor García Aliaga, que formaban parte del grupo Buru-Ahuste en el comando Madrid. Ambos fueron juzgados en 2006 por el atentado de la calle de López de Hoyos en la Audiencia Nacional. Esta los consideró autores del mismo —junto a otros entonces por determinar— y los condenó a 323 años de prisión por el delito de asesinato terrorista y diecisiete delitos de asesinato terrorista en grado de tentativa. Tres años después, en marzo de 2009, las autoridades francesas entregaron a la policía española a los miembros de ETA Juan Luis Rubenach Roig y Gorka Palacios Alday que habían sido reclamados por la Audiencia Nacional por varias acciones, entre ellas ser autores igualmente, junto a Egües y García Aliaga, del atentado de la calle de López de Hoyos. El juicio en la Audiencia Nacional tuvo lugar en noviembre y diciembre de 2010 y el tribunal condenó como autor del atentado a Juan Luis Rubenach a 319 años de prisión, exculpando a Gorka Palacios por falta de pruebas. La Audiencia consideró a Rubenach como el ideólogo del atentado y quien confeccionó el explosivo.